# Seba ekepuu
Seba ekepuu är en kräftdjursart som beskrevs av J. L. Barnard 1970. Seba ekepuu ingår i släktet Seba och familjen Sebidae. Inga underarter finns listade i Catalogue of Life.